# Ambatondrazaka
Ambatondrazaka ist eine Stadt im Osten von Madagaskar. Der Ort ist etwa 150 Kilometer von der Hauptstadt Antananarivo entfernt.
Die Stadt liegt südlich des Alaotra-Sees in einer Hügellandschaft. Sie ist Verwaltungssitz der Region Alaotra-Mangoro und Handelszentrum der Region. Ambatondrazaka hat einen eigenen Flugplatz zwei Kilometer nördlich der Stadt.
Die Bevölkerung wuchs von 18.044 (1975) auf 27.711 (1993) Bewohner an. Die heutigen Schätzungen gehen weit auseinander. Wahrscheinlich zählt die Stadt etwa 50.000 Einwohner. Die Einheimischen gehören zu den Sihanaka und Tsimihety. Doch sind von der West- respektive Ostküste viele Sakalava und Betsimisaraka zugewandert.
Die Eisenbahnlinie in die Hauptstadt ist derzeit nicht in Betrieb, soll aber wieder instand gesetzt werden.

## Religion
Seit 1959 ist die Stadt Sitz eines katholischen Bischofs und ist Sitz des Bistums Ambatondrazaka.